# Namaste (programa de televisión)
Namaste: Un viaje a la felicidad es un programa de televisión emitido el 2012 por las pantallas del canal 13C. Es conducido por Sol Leyton.

## Historia
Namaste, un viaje a la felicidad. Es un programa de televisión de viajes, que muestran la travesía de su conductora en Nepal y Bhután, los cuales cuentan con el mayor porcentaje de felicidad en sus habitantes. El programa fue emitido por primera vez en julio del 2012 en el canal de cable 13C a las 21:30 horas y fue producido por Mandarinas Producciones. La periodista Sol Leyton, junto a su equipo: Victor Leyton (productor) Roberto Caces Martínez (experto en montañas) y Juan Sisto (camarógrafo)  a través de las travesías que vive en estos lejanos países, intenta retratar y responder cómo estos países han llegado a tener índices de felicidad tan altos entre sus ciudadanos. El programa fue dividido en nueve capítulo, muestra el viaje de dos meses que hizo el equipo. Visitaron Katmandú, que es el poblado dónde nació Buda y también ascendieron las altas cumbres del Himalayas, logrando llegar a 5.600 metros de altura.